# Cyclocotyla congolensis
Cyclocotyla es un género monotípico de plantas con flores con una única especie: Cyclocotyla congolensis Stapf (1908). perteneciente a la familia Apocynaceae. Es originaria del centro de África tropical encontrándose en Nigeria, República Centroafricana, Gabón y  Zaire.

## Descripción
Es una planta trepadora glabra con flores de color blanco que se producen en inflorescencias paniculadas o corimbosas.

## Taxonomía
Cyclocotyla congolensis   fue descrito por Otto Stapf y publicado en Bulletin of Miscellaneous Information Kew 1908: 260. 1908.
Sinónimos
- Cyclocotyla oligosperma Wernham (1914).
- Alafia vermeulenii De Wild. (1919).[1]